# Интерактивна настава
Интерактивна настава је савремени наставни систем који тежи да превазиђе пасивност ученика и одсуство интеракције у традиционалној настави.
Појам интерактивне наставе подразумева модел по коме се одређена тема или задатак савладавају путем интеракције између учесника наставе и кроз процес интерактивног учења у групи. Често се дефинише и као „интерперсонални кооперативни однос ученика на часу“ чија је сврха преношење акције са наставника на ученике. 
Интеракција као основа интерактивне наставе представља „међусобно деловање људи који један према другоме заузимају ставове и који себи обострано одређују понашање.“ Основне карактеристике интеракције су: међусобно деловање особа, заузимање ставова и одређивање понашања. Рад у групи као основа интерактивне наставе пружа могућност да се ученици у настави активирају и постану активни извршиоци наставе између који постоји квалитетна сарадња. 

## Врсте група у интерактивној настави
Врсте група у интерактивној настави су:
- Хомогене групе састављају се од чланова који имају иста својства. Које својство се узима као критеријум зависи од природе задатка односно сложености групног рада.
- Хетерогене групе чине ученици различитог нивоа знања и способности. Циљ формирања ових група јесте да се изврши  уједначавање група по квалитету, тј. да у свакој групи буде исти број најбољих, просечних и испод просечних ученика.
- Групе формиране према обдарености (посебним способностима) су састављене од ученика истих посебних способности. У пракси се најчешће јављају у облику додатне наставе.
- Групе формиране према одређеном задатку се најчешће примењују у пракси, а њихово формирање зависи од нивоа знања или предзнања ученика, од природе градива, састава одељења и сл.
- Групе формиране према интересовањима су сличне групама формираним према посебним способностима, јер су пракси ученици највише заинтересовани за области за које су обдарени.
- Групе за помоћ слабијим ученицима чине бољи ученици који имају задатак да помажу слабијим ученицима и привременог су карактера.
- Групе формиране према међусобним афинитетима су групе са израженим хармоничним односима јер их чине ученици који се међусобно друже, слажу и сарађују.

## Врсте интерактивног рада у малој групи
Врсте интерактивног рада у малој групи се разликују у зависности од типа задатака:
- Све групе добијају исте задатке. Ова врста задатака користи се за обраду, понављање или систематизацију једноставне наставне грађе. Предност: подстиче мотивацију, развија се такмичарски дух, постоји непосредна комуникација између група и њихових чланова. Опасност: такмичарски дух може лако да прерасте у ривалство и супарништво.
- Све групе добијају различите задатке. Ова врста радних задатака користи се у обради сложенијих и обимнијих тема. Предност: омогућава да се за кратко време обради обимна тема, активира све чланове групе и развија осећај одговорности. Опасност: појава „психологије готованства“ која подразумева успех на туђ рачун односно доживљај успеха без уложеног труда.

## Величина групе
Величина групе у интерактивној настави зависи од низа чиниоца као што су: број ученика у одељењу, природе наставног градива, сложеност задатка који треба остварити, расположива наставна средства, временски оквир и сл.  Као оптималан број чланова групе јесте од 3-4 члана, мада се може толерисати и шест чланова. Ова величина групе омогућава активно укључивање свих чланова групе у рад и ефикасну контролу рада групе.

## Фазе групне интеракције
Ефикасна групна интеракција пролази кроз пет основних фаза: 
1. формирање (интеракције су површне, чланови се труде да се упознају и приближе);
2. усклађивање (група пролази кроз сукобе у којима појединци настоје да се докажу, изборе за што бољи статус и да утичу на групне одлуке при чему се уче да саслушају друге);
3. утврђивање групних норми (по разрешењу сукоба и објективног сагледавања чињеница, чланови почињу да се међусобно уважавају, да изграђују и схватају групне норме и циљеве);
4. реализација (група продуктивно ради, чланови се усредсређују на циљеве и обавезе);
5. закључивање (чланови своде резултате и процењују заједничка постигнућа).[3]

## Улога наставника у интерактивној настави
У интерактивној настави, наставник своју улогу субјекта препушта ученицима.  Он ученике упућује у тему, дели задатке, усмерава рад, даје инструкције и помаже у самосталном раду и на крају сагледава и обједињује систематизацију резултата самосталног рада група. 
Циљ интерактивне наставе није да наставник поучава ученике него да они самостално уче, па улога наставника у овој настави јесте да:
- припрема задатке, обезбеђује наставна средства и материјале за рад;
- одлучује о саставу и величини група и сваком члану даје оне задатке и улогу која му највише одговара;
- прати процес заједничког рада сваке групе, коригује групни рад и подстиче ученике;
- процењује напредовање сваког појединца и обавештава га о томе;
- води рачуна о тачности одговора и начину којим су ученици до њега  дошли;
- даје  довољно времена ученицима да сами провере тачност резултата до кога су дошли.[4]